# 飛龍つかさ
飛龍 つかさ（ひりゅう つかさ、10月11日 - ）は、日本の女優。元宝塚歌劇団花組の男役スター。
東京都江東区、麹町学園女子高等学校出身。身長172cm。愛称は「つかさ」、「つーちゃん」。
所属事務所はワールドコード。

## 来歴
2010年、宝塚音楽学校入学。
2012年、音楽学校卒業後、宝塚歌劇団に98期生として入団。入団時の成績は10番。宙組公演「華やかなりし日々／クライマックス」で初舞台。
2013年、組まわりを経て花組に配属。
2017年、明日海りお・仙名彩世トップコンビ大劇場お披露目となる「邪馬台国の風」で、新人公演初主演。
2019年の「Dream On!」（バウホール公演）で、水美舞斗・綺城ひか理とメインキャストを務める。
2022年9月4日、「巡礼の年／Fashionable Empire」東京公演千秋楽をもって、宝塚歌劇団を退団。

## 人物
祖母・母と三代続く宝塚歌劇のファン。小学3年の時に、自宅で花組トップスター・愛華みれの舞台映像を見て衝撃を受け、タカラジェンヌを志した。
芸名は入団時の干支である辰、龍が天に上っていくイメージでつけた。

## 宝塚歌劇団時代の主な舞台

### 初舞台
- 2012年4 - 5月、宙組『華やかなりし日々』『クライマックス』（宝塚大劇場のみ）

### 組まわり
- 2012年6 - 9月、月組『ロミオとジュリエット』[5][6]
- 2012年11 - 2013年2月、星組『宝塚ジャポニズム〜序破急〜』『めぐり会いは再び 2nd〜Star Bride〜』『Étoile de TAKARAZUKA（エトワール ド タカラヅカ）』

### 花組時代
- 2013年6月、『フォーエバー・ガーシュイン』（バウホール） - セシル／ヤッシャ・ハイフェッツ
- 2013年8 - 11月、『愛と革命の詩（うた）-アンドレア・シェニエ-』 - ルジェ、新人公演：モーリス・クリヨン（本役：水美舞斗）／監獄の看守（本役：真輝いづみ）『Mr. Swing!』
- 2013年12月、『New Wave!-花-』（バウホール）
- 2014年2 - 5月、『ラスト・タイクーン -ハリウッドの帝王、不滅の愛-』 - 新人公演：チャールズ（本役：大河凜）『TAKARAZUKA ∞ 夢眩』
- 2014年6月、『ベルサイユのばら-フェルゼンとマリー・アントワネット編-』（中日劇場） - 小公子
- 2014年8 - 11月、『エリザベート-愛と死の輪舞（ロンド）-』 - 新人公演：シュヴァルツェンベルク侯爵（本役：羽立光来）
- 2015年1月、『風の次郎吉-大江戸夜飛翔-』（ドラマシティ・日本青年館） - 手妻の一八／長介
- 2015年3 - 6月、『カリスタの海に抱かれて』 - 新人公演：テオ・レ・ロッシ（本役：和海しょう）『宝塚幻想曲（タカラヅカ ファンタジア）』
- 2015年7 - 8月、『ベルサイユのばら-フェルゼンとマリー・アントワネット編-』 - 小公子『宝塚幻想曲（タカラヅカ ファンタジア）』（梅田芸術劇場・台北国家戯劇院）
- 2015年10 - 12月、『新源氏物語』 - 蟹郎、新人公演：蔵人介（本役：真輝いづみ）『Melodia-熱く美しき旋律-』
- 2016年2 - 3月、『For the people-リンカーン 自由を求めた男-』（ドラマシティ・KAAT神奈川芸術劇場） - ジョージ・W・ランドルフ／パーティの紳士
- 2016年4 - 7月、『ME AND MY GIRL』 - 新人公演：ジョン・トレメイン卿（本役：芹香斗亜／瀬戸かずや）[注釈 1]
- 2016年8月、『Bow Singing Workshop〜花〜』（バウホール）
- 2016年11 - 2017年2月、『雪華抄（せっかしょう）』『金色（こんじき）の砂漠』 - ジャハンギール（回想）、新人公演：王ジャハンギール（本役：鳳月杏）[6][7][9]
- 2017年3 - 4月、『仮面のロマネスク』 - ルイ『EXCITER!!2017』（全国ツアー）
- 2017年6 - 8月、『邪馬台国の風』 - イスルギ、新人公演：タケヒコ（本役：明日海りお）『Santé!!』 新人公演初主演[9][7][2]
- 2017年10月、『ハンナのお花屋さん-Hanna's Florist-』（TBS赤坂ACTシアター） - ヤニス
- 2018年1 - 3月、『ポーの一族』 - レミ／マイケル／キリアン、新人公演：アラン・トワイライト（本役：柚香光）
- 2018年5月、『Senhor CRUZEIRO（セニョール クルゼイロ）!』（バウホール） - アクルックス
- 2018年7 - 10月、『MESSIAH（メサイア）-異聞・天草四郎-』 - 不動丸、新人公演：松平信綱（本役：水美舞斗）『BEAUTIFUL GARDEN-百花繚乱-』
- 2018年11 - 12月、『メランコリック・ジゴロ』 - バロット『EXCITER!!2018』（全国ツアー）
- 2019年2 - 4月、『CASANOVA』 - バルサモ
- 2019年5 - 6月、『Dream On!』（バウホール） メインキャスト[8][9]
- 2019年6月、『恋スルARENA』（横浜アリーナ）[注釈 2]
- 2019年8 - 11月、『A Fairy Tale -青い薔薇の精-』 - ウィルトス『シャルム!』
- 2020年1月、『マスカレード・ホテル』（ドラマシティ・日本青年館） - 能勢金治郎[9]
- 2020年7 - 11月、『はいからさんが通る』 - 牛五郎[2]
- 2021年1 - 2月、『NICE WORK IF YOU CAN GET IT』（東京国際フォーラム・梅田芸術劇場） - デューク・マホーニー[9]
- 2021年4 - 7月、『アウグストゥス-尊厳ある者-』 - キンベル／賊『Cool Beast!!』[3]
- 2021年8 - 9月、『銀ちゃんの恋』（KAAT神奈川芸術劇場・ドラマシティ） - 平岡安治（ヤス）[3][2][9]
- 2021年11 - 2022年2月、『元禄バロックロック』 - ヤスベエ『The Fascination（ザ ファシネイション）!』
- 2022年3 - 4月、『冬霞（ふゆがすみ）の巴里』（ドラマシティ・東京建物 Brillia HALL） - ギョーム[2][9]
- 2022年6 - 9月、『巡礼の年〜リスト・フェレンツ、魂の彷徨〜』 - ダグー伯爵『Fashionable Empire』 退団公演[2][9]

### 出演イベント
- 2014年7月、『宝塚巴里祭2014』[10]
- 2016年9月、轟悠ディナーショー『Prelude of Yū』[11]
- 2017年12月、タカラヅカスペシャル2017『ジュテーム・レビュー-モン・パリ誕生90周年-』
- 2018年12月、タカラヅカスペシャル2018『Say! Hey! Show Up!!』
- 2019年12月、タカラヅカスペシャル2019『Beautiful Harmony』
- 2021年5月、瀬戸かずやスペシャルライブ『Gracias!!』[12]

## 宝塚歌劇団退団後の主な活動

### 舞台
- 2023年1月、『李香蘭-花と華-』（紀伊國屋サザンシアター TAKASHIMAYA） - 川島芳子[注釈 3][13]
- 2023年5 - 6月、『2STEP』（日本青年館・ドラマシティ）[14]
- 2023年8月、『Neo Doll』（シアターサンモール） - 千石博士[注釈 4]／桜葉博士[注釈 4][15]
- 2023年12月、朗読劇『少女☆歌劇 レヴュースタァライト -Re LIVE- Reading Theatre 第四弾 遙かなるエルドラド』（飛行船シアター） - ジュディ・ナイトレー[16]
- 2024年2 - 3月、『それを言っちゃお終いVII.〜ストレートプレー〜』（六本木トリコロールシアター） - 彼[17]
- 2024年4月、『美少女戦士セーラームーン』（IMM THEATER） - クンツァイト[18]
- 2024年7月、ミュージカル『暁のヨナ』（シアターH） - ユン[19]
- 2024年9 - 11月、『前田慶次 かぶき旅 STAGE&LIVE〜肥後の虎・加藤清正編〜』（シアターH・サンケイホールブリーゼ） - ガルシア[20]
- 2024年11 - 12月、『Neo Doll』（シアターH） - 千石博士[21]
- 2025年4月、『薔薇王の葬列』（こくみん共済 coop ホール／スペース・ゼロ） - リチャード 主演[22]
- 2025年5月、リーディング『銀河鉄道の夜』（あうるすぽっと） - ジョバンニ[23]
- 2025年8月、朗読劇『夢から醒めない夢を見よ｡』[24]
- 2025年9月、『Live Entertainment Show 〜You＆I〜』（I'M A SHOW）[25]

### ゲーム
- 『少女☆歌劇 レヴュースタァライト 舞台奏像劇 遙かなるエルドラド』（2024年8月8日、Nintendo Switch・Steam） - ジュディ・ナイトレー[注釈 5][26]